# Pomatorhinus musicus
Pomatorhinus musicus е вид птица от семейство Timaliidae.

## Разпространение
Видът е разпространен в Китай.